# 勝政成
勝 政成（すぐる まさなり）は、安土桃山時代から江戸時代前期にかけての武将・旗本。

## 生涯
天正8年（1580年）、勝政元の子として誕生。
父・政元は北条氏康に仕えたが、後北条氏が豊臣氏に降伏した天正18年（1590年）に没した。政成は2歳年上の兄・梅若と共に徳川家康に召し抱えられ、大和国内に梅若が300石、自身も110石を領した。長じて馬廻に取り立てられ、関ヶ原の戦い、大坂の陣にも従軍した。
元和9年（1623年）徳川秀忠の上洛に従ったが、その帰路、増水した大井川の瀬踏みを命じられたが、その際に溺死した。
家督は嫡男・政重が継いだ。